# Semaine du cinéma russe à Paris
La Semaine du cinéma russe à Paris (anciennement Festival Paris-Art-Moscou) se déroule chaque année, au mois de novembre, à Paris. La première édition a lieu en 2003. C’est un projet européen de la Direction des Festivals internationaux « Interfest » et « Propeller Production », soutenues par le Ministère de la Culture de la fédération de Russie.

## Organisation
La semaine du cinéma russe propose, durant une semaine, une sélection de films russes contemporains. Diffusés en version originale sous-titrée, les films sont projetés dans deux salles parisiennes : l'Arlequin, dans le 6e arrondissement, et le Majestic Passy, dans le 16e arrondissement. Les projections sont souvent précédées d'une présentation de l'œuvre, puis suivies d'un échange entre les acteurs du film (réalisateur, acteurs, actrices, producteur...) et le public, échanges traduits par Eugénie Zvonkine, spécialiste du cinéma russe.

## Les éditions

### Année 2017
| Sélection de la 15e semaine (du 8 au 14 novembre 2017) |                                      |                                            |                            |                                                   |
| Année                                                  | Titre du film                        | Titre français                             | Genre                      | Réalisateur                                       |
| 2015 à 2018                                            | Бабушка с крокодилом и всё, всё, всё | La mamie, son crocodile et tous les autres | Dessins animés             | Collection de dessins animés                      |
| 2017                                                   | Теснота                              | Tesnota                                    | Drame                      | Kantemir Balagov                                  |
| 2017                                                   | Время Первых                         | The Spacewalker                            | historique                 | Dmitri Kisseliov                                  |
| 2017                                                   | Большой                              | Bolchoï                                    | Drame                      | Valeri Todorovski                                 |
| 2017                                                   | Жги                                  | Allume le feu !                            | Mélodrame                  | Kirill Pletniov                                   |
| 2017                                                   | Карп отмороженный                    | La Carpe décongelée (ru)                   | Drame                      | Vladimir Kott                                     |
| 2017                                                   | Невод                                | Le Filet                                   | Drame                      | Alexandra Strelianaïa                             |
| 2017                                                   | Нелюбовь                             | Faute d'amour                              | Drame                      | Andreï Zviaguintsev                               |
| 2017                                                   | Матильда                             | Matilda                                    | Drame historique           | Alekseï Outchitel                                 |
| 2017                                                   | Рай                                  | Paradis                                    | Drame historique           | Andreï Kontchalovski                              |
| 2017                                                   | Турецкое седло                       | La selle turque                            | Drame                      | Youssoup Razykov                                  |
| 2017                                                   | Салют-7                              | Saliout-7                                  | Drame historique, thriller | Klim Chipenko                                     |
| 2017                                                   | Рок                                  | Rock                                       | Drame                      | Ivan Chakhnazarov                                 |
| 2017                                                   | Хармс                                | Harms                                      | Drame                      | Ivan Bolotnikov                                   |
| 2017                                                   | Балтийское танго                     | Tango balte                                | Drame                      | Pavel Tchoukhraï                                  |
| 2017                                                   | 20:17                                | 20:17                                      | Documentaire               | Arseni Zanine, Mikhaïl Arkhipov et Denis Chabaïev |
| 2017                                                   | Территория                           | Le Joyeux manège                           | Dessins animés             | Collection de dessins animés                      |
| 2005                                                   | Первые на Луне                       | Premiers sur la Lune                       | Faux documentaire          | Alekseï Fedortchenko                              |
| 2017                                                   | Аритмия                              | Arythmie                                   | Drame                      | Boris Khlebnikov                                  |

### Année 2018
| Sélection de la 16e semaine (du 7 au 13 novembre 2018) |                                      |                                            |                              |                                       |
| Année                                                  | Titre du film                        | Titre français                             | Genre                        | Réalisateur                           |
| 2018                                                   | Лето                                 | Leto                                       | Film musical et biographique | Kirill Serebrennikov                  |
| 2018                                                   | Черновик                             | Le Brouillon                               | Film fantastique             | Sergueï Mokritski                     |
| 2018                                                   | Спитак                               | Spitak                                     | Drame                        | Alexandre Kott                        |
| 2018                                                   | У ангела ангина                      | L'Ange a une angine                        | Mélodrame, drame             | Oxana Karas                           |
| 2018                                                   | Проводник                            | Le Guide                                   | Thriller psychologique       | Ilia Maximov                          |
| 2018                                                   | Замыкание                            | Fermeture                                  | Drame                        | Tatiana Everstova                     |
| 2018                                                   | Слоны могут играть в футбол          | Les éléphants peuvent jouer au football    | Comédie ironique             | Mikhaïl Segal                         |
| 2018                                                   | Донбасс. Окраина                     | Donbass. Les confins                       | Drame                        | Renat Davletiarov                     |
| 2018                                                   | История одного назначения            | Histoire d'une nomination                  | Drame historique             | Avdotia Smirnova                      |
| 2015 à 2018                                            | Бабушка с крокодилом и всё, всё, всё | La mamie, son crocodile et tous les autres | Dessins animés               | Collection de dessins animés          |
| 2017                                                   | Движение вверх                       | 3 secondes                                 | Film d'action, drame sportif | Anton Meguerditchev                   |
| 2018                                                   | Чистополь. Из жизни малого города    | Tchistopol. De la vie d'une petite ville   | Documentaire                 | Galina Dolmatovskaïa                  |
| 2018                                                   | Довлатов                             | Dovlatov                                   | Film biographique            | Alexeï Guerman Jr                     |
| 2018                                                   | Двое                                 | À deux                                     | Drame                        | Timofeï Jalnine                       |
| 2018                                                   | Подбросы                             | Casse-cou                                  | Drame                        | Ivan Tverdovski                       |
| 2018                                                   | Человек который удивил всех          | L'homme qui a surpris tout le monde        | Drame                        | Natalia Merkoulova et Alexeï Tchoupov |
| 2015                                                   | Территория                           | Le Territoire                              | Film d'aventure              | Alexandre Melnik                      |
| 2017                                                   | Теснота                              | Tesnota, une vie à l'étroit                | Drame psychologique          | Kantemir Balagov                      |

### Année 2019
| Sélection de la 17e semaine (du 13 au 19 novembre 2019) |                               |                                            |                                  | |
| Année                                                   | Titre du film                 | Titre français                             | Genre                            | Réalisateur |
| 2019                                                    | В Кейптаунском порту          | Dans le port de Cape-Town                  | Film dramatique                  | Alexandre Veledinski |
| 2019                                                    | Счастье – это... Часть 2      | Le bonheur c'est... Partie 2               | Courts métrages, film à sketches | Irina Basse, Elena Voïtovitch, Angelina Debor, Zourab Djidjilava, Ioulia Machoukova, Anna Mitafidi, Anastasia Timofeïeva |
| 2019                                                    | Воскресенье                   | Un dimanche                                | Drame criminel                   | Svetlana Proskourina |
| 2019                                                    | Однажды в Трубчевске          | Il était une fois dans l'Est               | Drame                            | Larissa Sadilova (ru) |
| 2019                                                    | Керосин                       | Le Kérosène                                | Drame                            | Youssoup Razykov |
| 2018                                                    | Мальчик русский               | Une Jeunesse russe                         | Drame, guerre, histoire          | Alexandre Zolotoukhine                                                                                                   |
| 2019                                                    | Бык                           | Le Taureau                                 | Drame                            | Boris Akopov |
| 2019                                                    | Любовницы                     | Les Maîtresses                             | Comédie                          | Elena Khazanova |
| 2019                                                    | Одесса                        | Odessa                                     | Drame                            | Valeri Todorovski |
| 2015 à 2019                                             | Птичка, Два барашка и все-все | Un Oiseau, deux agneaux et tous les autres | Dessins animés                   | Collection de dessins animés                                                                                             |
| 2019                                                    | Сестрёнка                     | Petite Sœur                                | Drame, guerre                    | Alexandre Galibine |
| 2019                                                    | Братство                      | Fraternité (Leaving Afghanistan)           | Drame, guerre, histoire          | Pavel Lounguine |
| 2018                                                    | Хозяин оленей                 | How Big is the Galaxy ?                    | Documentaire, animation          | Xénia Elyan |
| 2018                                                    | Айка                          | Ayka                                       | Drame                            | Sergueï Dvortsevoï |
| 2017                                                    | Салют-7                       | Saliout-7                                  | Drame historique, thriller       | Klim Chipenko |
| 2019                                                    | Дылда                         | Une grande fille                           | Drame, guerre                    | Kantemir Balagov |
| 2019                                                    | Порт                          | Le Port                                    | Drame                            | Alexandra Strelianaïa |